# Citotossicità mediata da cellule dipendente da anticorpi
La citotossicità mediata da cellule dipendente da anticorpi è un meccanismo di immunità cellulo-mediata. Le cellule anomale di un organismo, ad esempio infette, presentano solitamente sulla superficie cellulare antigeni caratteristici. Essi vengono riconosciuti da un anticorpo (in particolare immunoglobuline G), che vi si lega lasciando esposto il suo "frammento cristalizzabile" (Fc). Cellule effettrici del sistema immunitario (tipicamente le cellule natural killer, ma anche monociti, macrofagi e mastociti) si legano quindi alla Fc attraverso un recettore specifico e liberano sostanze come granzimi e perforine, causando la lisi della cellula. Nel caso delle cellule NK il recettore Fc più comune è CD16.
Si differenzia quindi dai meccanismi di immunità adattativa, in quanto attraverso il generico recettore Fc gli anticorpi possono dirigere un attacco verso un antigene ad opera di cellule effettrici non in grado di riconoscerlo in maniera specifica.
Si tratta di un meccanismo attivo perlopiù in caso di infezioni virali, ma anche in caso di tumori (tanto da trovare utilizzo terapeutico) o parassitosi (es. l'azione esercitata dai granulociti eosinofili nei confronti di vermi parassiti.)